# Schweizer Leichtathletik-Meisterschaften 2009
Die Schweizer Leichtathletik-Meisterschaften 2009 (auch: SM Aktive oder LA Schweizermeisterschaften) (französisch Championnats Suisses Elites d’Athlétisme 2009; italienisch Campionati Svizzeri attivi 2009) fanden am 1. und 2. August 2009 im Letzigrund-Stadion in Zürich statt.

## Frauen

### 100 m
| Platz | Athletin           | Zeit (s) |
| ----- | ------------------ | -------- |
| 1     | Mujinga Kambundji  | 11,66    |
| 2     | Fabienne Weyermann | 11,85    |
| 3     | Ellen Sprunger     | 11,94    |

### 200 m
| Platz | Athletin          | Zeit (s) |
| ----- | ----------------- | -------- |
| 1     | Mujinga Kambundji | 23,87    |
| 2     | Jacqueline Gasser | 24,19    |
| 3     | Ellen Sprunger    | 24,28    |

### 400 m
| Platz | Athletin          | Zeit (s) |
| ----- | ----------------- | -------- |
| 1     | Debora Lavagnolo  | 54,15    |
| 2     | Nora Farrag       | 54,78    |
| 3     | Delphine Balliger | 54,94    |

### 800 m
| Platz | Athletin              | Zeit (min) |
| ----- | --------------------- | ---------- |
| 1     | Monika Augustin-Vogel | 2:05,33    |
| 2     | Karin Colombini       | 2:10,40    |
| 3     | Stefanie Barmet       | 2:11,70    |

### 1500 m
| Platz | Athletin              | Zeit (min) |
| ----- | --------------------- | ---------- |
| 1     | Monika Augustin-Vogel | 4:29,02    |
| 2     | Selina Büchel         | 4:29,44    |
| 3     | Martina Tresch        | 4:32,28    |

### 5000 m
| Platz | Athletin       | Zeit (min) |
| ----- | -------------- | ---------- |
| 1     | Nicola Spirig  | 16:59,35   |
| 2     | Martina Tresch | 17:03,59   |
| 3     | Sarah Schütz   | 17:08,43   |

### 3000 m Hindernis
| Platz | Athletin          | Zeit (s) |
| ----- | ----------------- | -------- |
| 1     | Fabienne Schlumpf | 11:20,48 |
| 2     | Lina Miglar       | 11:26,31 |
| 3     | Nicole Kubli      | 11:40.09 |

### 100 m Hürden (84,0)
| Platz | Athletin          | Zeit (s) |
| ----- | ----------------- | -------- |
| 1     | Lisa Urech        | 13,01    |
| 2     | Clélia Rard-Reuse | 13,63    |
| 3     | Claudine Müller   | 13,73    |

### 400 m Hürden (76,2)
| Platz | Athletin        | Zeit (s) |
| ----- | --------------- | -------- |
| 1     | Angela Klingler | 59,73    |
| 2     | Martina Naef    | 60,18    |
| 3     | Petra Fontanive | 60,36    |

### Hochsprung
| Platz | Athletin          | Höhe (m) |
| ----- | ----------------- | -------- |
| 1     | Beatrice Lundmark | 1,76     |
| 2     | Lara Kronauer     | 1,73     |
| 3     | Léa Sprunger      | 1,70     |

### Stabhochsprung
| Platz | Athletin         | Höhe (m) |
| ----- | ---------------- | -------- |
| 1     | Nicole Büchler   | 4,25     |
| 2     | Arlette Brülhart | 3,80     |
| 2     | Martina Müller   | 3,80     |

### Weitsprung
| Platz | Athletin          | Weite (m) |
| ----- | ----------------- | --------- |
| 1     | Clélia Reuse      | 6,35      |
| 2     | Irene Pusterla    | 6,29      |
| 3     | Stéphanie Vaucher | 6,19      |

### Dreisprung
| Platz | Athletin          | Weite (m) |
| ----- | ----------------- | --------- |
| 1     | Barbara Leuthard  | 12,82     |
| 2     | Stéphanie Vaucher | 12,82     |
| 3     | Irene Pusterla    | 12,75     |

### Kugel (4,00) kg
| Platz | Athletin     | Weite (m) |
| ----- | ------------ | --------- |
| 1     | Claudia Egli | 14,39     |
| 2     | Regula Ryf   | 14,17     |
| 3     | Ana Zogovic  | 13,90     |

### Diskus (1,00 kg)
| Platz | Athletin       | Weite (m) |
| ----- | -------------- | --------- |
| 1     | Elisabeth Graf | 46,59     |
| 2     | Regula Ryf     | 45,71     |
| 3     | Claudia Egli   | 44,79     |

### Hammer (4,00 kg)
| Platz | Athletin              | Weite (m) |
| ----- | --------------------- | --------- |
| 1     | Nicole Zihlmann       | 57,64     |
| 2     | Rebecca Bähni         | 54,69     |
| 3     | Celine Neuenschwander | 48,29     |

### Speer (600 gr)
| Platz | Athletin           | Weite (m) |
| ----- | ------------------ | --------- |
| 1     | Catherine Manigley | 49,72     |
| 2     | Christa Wittwer    | 49,08     |
| 3     | Eveline Gerber     | 47,02     |

## Männer

### 100 m
| Platz | Athlet              | Zeit (s) |
| ----- | ------------------- | -------- |
| 1     | Cédric Nabe         | 10,41    |
| 2     | Pascal Mancini      | 10,51    |
| 3     | Reto Amaru Schenkel | 10,52    |

### 200 m
| Platz | Athlet            | Zeit (s) |
| ----- | ----------------- | -------- |
| 1     | Marco Cribari     | 20,83    |
| 2     | Marc Schneeberger | 20,84    |
| 3     | Alex Wilson       | 21,63    |

### 400 m
| Platz | Athlet                | Zeit (s) |
| ----- | --------------------- | -------- |
| 1     | Fernando Augustin     | 46,75    |
| 2     | Philipp Weissenberger | 46,96    |
| 3     | Daniele Angelella     | 47,72    |

### 800 m
| Platz | Athlet                 | Zeit (min) |
| ----- | ---------------------- | ---------- |
| 1     | Christian Niederberger | 1:51,75    |
| 2     | Daniel Baumgartner     | 1:51,81    |
| 3     | Mario Bächtiger        | 1:51,86    |

### 1500 m
| Platz | Athlet        | Zeit (min) |
| ----- | ------------- | ---------- |
| 1     | Mirco Zwahlen | 3:50,76    |
| 2     | Raphael Fuchs | 3:50,78    |
| 3     | Philipp Bandi | 3:50,92    |

### 5000 m
| Platz | Athlet         | Zeit (min) |
| ----- | -------------- | ---------- |
| 1     | Christian Belz | 14:22,97   |
| 2     | Simon Tesfay   | 14:25,89   |
| 3     | Rolf Rüfenacht | 14:41,15   |

### 3000 m Hindernis
| Platz | Athlet                | Zeit (s) |
| ----- | --------------------- | -------- |
| 1     | Johannes Morgenthaler | 9:11,48  |
| 2     | Markus Hagmann        | 9:21,54  |
| 3     | Patrick Meier         | 9:39,83  |

### 110 m Hürden (106,7)
| Platz | Athlet          | Zeit (s) |
| ----- | --------------- | -------- |
| 1     | Tobias Furer    | 14,32    |
| 2     | Reto Voegeli    | 14,51    |
| 3     | Matthias Wagner | 14,53    |

### 400 m Hürden (91,4)
| Platz | Athlet           | Zeit (s) |
| ----- | ---------------- | -------- |
| 1     | Santini Fausto   | 51,48    |
| 2     | Kariem Hussein   | 52,33    |
| 3     | Christian Bättig | 52,33    |

### Hochsprung
| Platz | Athlet         | Höhe (m) |
| ----- | -------------- | -------- |
| 1     | David Zumbach  | 2,12     |
| 2     | Sven Tarnowski | 2,12     |
| 3     | Michael Isler  | 2,12     |

### Stabhochsprung
| Platz | Athlet         | Höhe (m) |
| ----- | -------------- | -------- |
| 1     | Olivier Frey   | 5,00     |
| 2     | Patrick Schütz | 4,80     |
| 2     | Simon Walter   | 4,80     |

### Weitsprung
| Platz | Athlet         | Weite (m) |
| ----- | -------------- | --------- |
| 1     | Julien Fivaz   | 7,85      |
| 2     | Yves Zellweger | 7,59      |
| 3     | Andreas Züblin | 7,24      |

### Dreisprung
| Platz | Athlet                   | Weite (m) |
| ----- | ------------------------ | --------- |
| 1     | Alexander Martinez Aimes | 16,32     |
| 2     | Alexandre Hochuli        | 16,09     |
| 3     | Michael Buri             | 15,18     |

### Kugel (7,26) kg
| Platz | Athlet         | Weite (m) |
| ----- | -------------- | --------- |
| 1     | Urs Hasler     | 15,55     |
| 2     | Yvan Chapuis   | 15,44     |
| 3     | Michel Edzimbi | 15,10     |

### Diskus (2,0 kg)
| Platz | Athlet          | Weite (m) |
| ----- | --------------- | --------- |
| 1     | Daniel Schaerer | 58,10     |
| 2     | David Naef      | 50,51     |
| 3     | Ralph Gilg      | 47,50     |

### Hammer (7,26 kg)
| Platz | Athlet             | Weite (m) |
| ----- | ------------------ | --------- |
| 1     | Martin Bingisser   | 61,69     |
| 2     | Roland Widmer      | 54,60     |
| 3     | Björn Kötteritzsch | 52,91     |

### Speer (800 gr)
| Platz | Athlet        | Weite (m) |
| ----- | ------------- | --------- |
| 1     | Stefan Müller | 72,70     |
| 2     | René Michlig  | 68,96     |
| 3     | Nicola Müller | 67,66     |